# Saison 5 de Stranger Things
Chronologie
Saison 4 –
La cinquième saison de Stranger Things, série télévisée américaine de science-fiction et d'horreur, intitulée officiellement Stranger Things 5, est composée de 8 épisodes prévue le 27 novembre 2025 pour la 1re partie, le 26 décembre 2025 pour la 2e partie et le 1er janvier 2026 pour la 3e partie. Elle est la cinquième et dernière saison de la série créée par Matt et Ross Duffer.
L'écriture de la saison est retardée par la Grève de la Writers Guild of America et la Grève SAG-AFTRA en 2023.

## Synopsis
Automne 1987, Hawkins est marqué par l'ouverture des « failles », les protagonistes sont unis par un seul objectif : retrouver et tuer Vecna. Mais il a disparu et ils ignorent où il se trouve. Pour compliquer leur mission, le gouvernement a placé la ville en quarantaine militaire et intensifié sa traque d'Eleven, la forçant à retourner se cacher. À l'approche de l'anniversaire de la disparition de Will, une terreur profonde et familière se révèle. Tandis que la bataille finale approche, et avec elle, une obscurité plus puissante et plus mortelle que tout ce qu'ils ont affronté jusqu'alors. Pour mettre fin à ce cauchemar, ils auront besoin de toute l'équipe entière, unis, une dernière fois.

## Distribution

### Acteurs principaux
- Winona Ryder (VF : Claire Guyot) : Joyce Byers
- David Harbour (VF : Stéphane Pouplard) : Jim Hopper
- Millie Bobby Brown (VF : Clara Soares) : Jane Hopper (née Ives) / Onze / Elfe
- Finn Wolfhard (VF : Tom Hudson) : Michael «Mike» Wheeler
- Gaten Matarazzo (VF : Gabriel Bismuth-Bienaimé) : Dustin Henderson
- Caleb McLaughlin (VF : Thomas Sagols) : Lucas Sinclair
- Noah Schnapp (VF : Tom Trouffier) : William «Will» Byers
- Sadie Sink (VF : Clara Quilichini) : Maxine «Max» Mayfield
- Natalia Dyer (VF : Alexia Papineschi) : Nancy Wheeler
- Charlie Heaton (VF : Julien Crampon) : Jonathan Byers
- Joe Keery (VF : Clément Moreau) : Steve Harrington
- Maya Hawke (VF : Emmylou Homs) : Robin Buckley
- Brett Gelman (VF : Gilduin Tissier) : Murray Bauman
- Priah Ferguson (VF : Dorothée Pousséo) : Erica Sinclair
- Paul Reiser (VF : Pierre-François Pistorio) : Dr Sam Owens
- Nell Fisher : Holly Wheeler
- Jamie Campbell Bower (VF : Yoann Sover (Henry) ; Paul Borne (Vecna))  : Henry Creel/Vecna/Un (One/001)

### Acteurs récurrents
- Cara Buono (VF : Delphine Braillon) : Karen Wheeler
- Joe Chrest (VF : Xavier Béjà): Ted Wheeler
- Linda Hamilton : Dr Kay
- Jake Connelly : Derek
- Amybeth McNulty (VF : Soizic Fonjallaz) : Vickie
- Alex Breaux : Lieutenant Akers

## Production

### Développement
En février 2022, Netflix renouvelle la série pour une cinquième et dernière saison.
Le 17 février 2022, les créateurs de la série Matt et Ross Duffer, ont publié une lettre comportant beaucoup d'informations sur le futur de Stranger Things, révélant, entre autres, le planning de sortie de la quatrième saison en deux parties, leurs intentions sur la production d'un spin off de la série pour Netflix et la sortie d'une cinquième et dernière saison.
Comme pour les saisons précédentes, le planning pour la cinquième saison est publié avant la sortie de la quatrième. Cependant, due aux problèmes liés à la crise du COVID-19, les frères Duffer ont pu commencer à travailler sur la cinquième saison avant même que la production de la quatrième ait commencé. Ils ont ensuite pu reprendre leur travail sur la dernière saison après la sortie de Stranger Things 4 et améliorer le contenu en fonction des retours de celle-ci, allant même jusqu'à modifier la fin de la série.

### Scénario
L'écriture de la saison 5 commence en août 2022.  Elle contient 8 épisodes. C'est au Stranger Things Day, le 6 novembre 2022 qu'il est révélé que le premier épisode sera intitulé "Chapter One : The Crawl", écrit par les frères Duffer. Il est aussi révélé les premières lignes du scénario de cet épisode[réf. nécessaire] En plus des effets de la crise du COVID-19, l'écriture de la série est mise en pause lors de la Grève de la Writers Guild of America de 2023 et reprise le 27 septembre, le jour de la fin des négociations. Le même jour, Netflix révèle vouloir donner à la série la priorité dû au casting vieillissant.

### Attribution des rôles
Selon les frères Duffer, cette saison n'introduira probablement pas de nouveaux personnages et va se concentrer sur ceux déjà présents.  
Ainsi, Winona Ryder, David Harbour, Finn Wolfhard, Millie Bobby Brown, Gaten Matarazzo, Caleb McLaughlin, Noah Schnapp, Sadie Sink, Natalia Dyer, Charlie Heaton, Joe Keery, Maya Hawke, Priah Ferguson, Cara Buono et Brett Gelman reprennent leur rôles respectifs dans cette cinquième et dernière saison de Stranger Things.
Une photo du tournage de la série publiée en janvier 2024 confirme le retour de l'actrice Amybeth McNulty en tant que personnage de Vickie.
Eduardo Franco, qui jouait Argyle, ne reviendra pas dans cette cinquième et dernière saison de Stranger Things.

### Tournage
Après des délais conséquents dus aux grèves impliquant la Writers Guild of America, la production de la cinquième saison commence le 8 janvier 2024. En mars 2024, il a été annoncé qu'il restait au moins 9 mois de tournage et qu'il terminerait donc en décembre 2024. Le 3 juillet, on apprend par Ross Duffer que la production est à moitié finie. Le tournage se termina le 17 décembre 2024.

### Communication
En juin 2024, Maya Hawke révèle lors d'un podcast que la saison 5 consistera en 8 longs épisodes apparentés à des films. Le 15 juillet, soit exactement 8 ans après la sortie de la première saison de Stranger Things, les frères Duffer publient un premier trailer sous forme de making of, montrant l'avancée de la production et quelques images de la série.
Il est annoncé par le PDG de Netflix que cette saison sortira en 2025.
Le dimanche 1er juin 2025, lors du Netflix Tudum 2025, un teaser révélant la date de sortie est révélé : les épisodes 1, 2, 3 et 4 sortiront le 27 novembre 2025 à 2h du matin, les épisodes 5, 6 et 7 sortiront le 26 décembre 2025 à 2h du matin et l'épisode 8, l'épisode final, sortira le 1er janvier 2026 à 2h du matin.
Une bande annonce est sortie le 16 juillet 2025. Une version remixée de la chanson du groupe de hard rock britannique Deep Purple, Child in Time est utilisée tout au long du teaser.

## Liste des épisodes
1. Mission de secours
2. La Disparition de .....
3. Le Piège
4. Sorcellerie
5. Plan de choc
6. S'échapper de Camazotz
7. Le Pont
8. Le Monde à l'endroit

Source des titres FR

### Épisode 1: Chapitre Un:Mission de secours
- : 2025 sur Netflix

### Épisode 2: Chapitre Deux:La Disparition de ...
- : 2025 sur Netflix

### Épisode 3: Chapitre Trois:Le Piège
- : 2025 sur Netflix

### Épisode 4: Chapitre Quatre:Sorcellerie
- : 2025 sur Netflix

### Épisode 5: Chapitre Cinq:Plan de choc
- : 2025 sur Netflix

### Épisode 6: Chapitre Six:S'échapper de Camazotz
- : 2025 sur Netflix

### Épisode 7: Chapitre Sept:Le Pont
- : 2025 sur Netflix

### Épisode 8: Chapitre Huit:Le Monde à l'endroit
- : 2025 sur Netflix